# 多氷屯倉
多氷屯倉（おおいのみやけ、歴史的仮名遣：おほひのみやけ・たひのみやけ）は、古墳時代の无邪志国（无邪志国造が支配した国）にあった屯倉。位置は「多氷」を「多末」（たま）の誤記として、のちの律令制における武蔵国の多磨郡（たまぐん:のちの武蔵国多摩郡）と推測される。「氷」は「ひ」であって、大「井」（ゐ）の地名にはつながらない。
『日本書紀』によれば、笠原使主が同族の小杵と武蔵国造の地位を争った安閑天皇元年（534年）閏12月の武蔵国造の乱において、大和朝廷と結び武蔵国造と認められた使主は、上毛野小熊と組んだ同族の小杵に勝利した。使主はその後に代償として朝廷に当屯倉と横渟屯倉、橘花屯倉、倉樔屯倉を献上したという（詳細は武蔵国造の乱を参照）。

## 脚註
1. ↑  『日本書紀』卷第十八　安閑天皇元年（534年）閏12月の条